# Lista de golpes de Estado no Chile
Esta é uma lista dos golpes de Estado (tanto conspirações, tentativas fracassadas e bem-sucedidas e conflitos armados) que ocorreram no Chile durante a sua história como país independente:

## Década de 1780
- Conspiração dos Tres Antonios (1781) - Uma tentativa frustrada de declarar uma república independente no Chile. As autoridades espanholas detectam o movimento e seus líderes são presos.

## Década de 1810
- Motim de Figueroa (1 de abril de 1811) - A tentativa fracassada de restaurar o poder real no Chile. Termina com a execução do líder Tomás de Figueroa  e a dissolução da Real Audiência do Chile
- Golpe de Estado no Chile em 1811  (4 de setembro de 1811) - Um golpe bem sucedido em favor de José Miguel Carrera

## Década de 1820
- Motim de Campino (1827) – Uma tentativa fracassada de destruir a oposição ao sistema federalista. Enrique Campino é preso.
- Motim de San Fernando (Junho de 1828) de Pedro Urriola, José Antonio Vidaurre e do Batalhão Maipo.[1](p337)
- Guerra Civil Chilena de 1829 (1829) - Um conflito armado entre conservadores e liberais sobre o regime constitucional

## Década de 1830
- Rebelião Arauco (1831) de Pedro Barnechea e Capitão Uriarte[1]

1. Rebelião do Regimento dos Cazadores de Quechereguas, (1832) - Sob o Cap. Eusebio Ruiz [1]
2. Arteaga Conspiracy, (1833), - do General Zenteno e Coronel Picarte [1]
3. Cotapos revolution, (1833), - de José Antonio Pérez de Cotapos

- Expedição Freire (1836) - Uma invasão da Ilha de Chiloé e tentativa fracassada de depor o governo
- Motim de Quillota (1837) - A tentativa fracassada de derrubar o governo, que resultou na morte de Diego Portales

## Década de 1850
- Revolução Chilena de 1851 (1851) - Uma insurreição armada pelos liberais contra o presidente conservador Manuel Montt. Montt consegue controlar situação; e os líderes vão para o exílio.
- Motim de Cambiaso (1852) - Uma rebelião pela guarnição de Punta Arenas, Chile, que resultou na quase destruição da cidade
- Revolução Chilena de 1859 (1859) - Um reacender da rebelião armada pelos liberais contra o presidente conservador Manuel Montt iniciada em 1851. Na batalha de Cerro Grande, os rebeldes são derrotados. Pedro León Gallo vai para o exílio

## Década de 1890
- Guerra Civil Chilena de 1891 (1891) - Um conflito armado entre as forças de apoio do Congresso Nacional e as forças de apoio do presidente José Manuel Balmaceda
- Várias conspirações balmacedistas (1891-1894) - Planejadas por Hernán Abos-Padilla, Nicanor Donoso, Diego Bahamondes, Luis Leclerc, Herminio Euth, José Domingo Briceño, Edmundo Pinto, Manuel e Emilio Rodríguez, Virgilio Talquino e Anselmo Blanlot contra o novo governo [1][2]

## Década de 1910
- Conspiração da Liga Militar (1912) - Um conluio fracassado contra o presidente Ramón Barros Luco. Em setembro, Gonzalo Bulnes, apontado como o líder da conspiração, desistiu. [1]
- Conspiração Armstrong-Moore (1919) - Um conluio frustrado pelos generais Guillermo Armstrong e Manuel Moore contra o presidente Juan Luis Sanfuentes.[1]

## Década de 1920
- Golpe de Estado no Chile em 1924 (5 de setembro de 1924) - Um golpe bem sucedido contra o presidente Arturo Alessandri
- Golpe de Estado no Chile em 1925 (23 de janeiro de 1925) - Um golpe bem-sucedido no qual Carlos Ibáñez del Campo e Marmaduke Grove derrubaram Luis Altamirano para restituir o presidente Arturo Alessandri ao cargo.[3]

## Década de 1930
- Conspiração pequeno avião vermelho (21 de setembro de 1930) - Uma tentativa frustrada contra o presidente Carlos Ibáñez del Campo por Marmaduke Grove[1]
- Queda de Carlos Ibáñez del Campo, 26 de julho de 1931, rebelião bem-sucedida contra Ibañez
- Motim dos Marinheiros (setembro de 1931) - Uma rebelião na Marinha contra o vice-presidente Manuel Trucco que acabou com a frota sendo bombardeada via aérea
- Insurreição do Norte Grande (25 de dezembro de 1931) - Uma tentativa frustrada dos comunistas contra o presidente Juan Esteban Montero
- Golpe de Estado no Chile em 1932 (4 de junho de 1932) - Um golpe bem sucedido que resultou na instauração da República Socialista do Chile, no qual Carlos Dávila derruba Juan Esteban Montero [4]
- Golpe de Estado Antofagasta (27 de setembro de 1932) - Um golpe bem sucedido que resultou na renúncia do presidente Bartolomé Blanche e o retorno ao regime civil.[1]
- Conspiração Las Mercedes (1933) - Uma conspiração fracassada contra o presidente Arturo Alessandri. O Comandante-em-Chefe do Exército, Pedro Vignola apelou a "resistir à Milícia Republicana por todos os meios". [1]
- Conspiração de Humberto Videla, (1935) - rebelião fracassada
- Conspiração de 1936 contra Alessandri, (1936) - Por René Silva Espejo e Alejandro Lagos.[1]
- Massacre de Seguro Obrero (5 de setembro de 1938) - Uma fracassada tentativa nacional-socialista em favor de Carlos Ibáñez, que resultou no assassinato de 59 jovens membros do partido
- Ariostazo (25 de agosto de 1939) - A tentativa frustrada contra o presidente Pedro Aguirre Cerda;[1] Ariosto Herrera se rende e Carlos Ibáñez del Campo se exila.

## Década de 1940
- Conspiração das patas de porco (1948) - Um frustrado plano de conspiração contra o presidente Gabriel González Videla;[1] Carlos Ibáñez e o comandante aéreo Ramón Vergara Montero são presos.

## Década de 1950
- Caso Línea Recta (1954) - Uma frustrado plano de conspiração para permitir que o presidente Carlos Ibáñez del Campo assumisse poderes ditatoriais.[1]

## Década de 1960
- Tacnazo (21 de outubro de 1969) - Um frustrado plano de conspiração contra o presidente Eduardo Frei Montalva; o Regimento Tacna é tomado por tropas leais. Roberto Viaux é preso.

## Década de 1970
- Assassinato de Schneider (22 de outubro de 1970) - Uma conspiração que não conseguiu impedir a confirmação de Salvador Allende como presidente do Chile
- Tanquetazo (29 de junho de 1973) - Um golpe fracassado contra o presidente Salvador Allende; o General Prats, leal ao governo de Allende, consegue deter o movimento.
- Golpe de Estado no Chile em 1973 (11 de setembro de 1973) - Um golpe bem sucedido que depôs o presidente Salvador Allende (resultando em sua morte). Inicio da ditadura de Augusto Pinochet.[5]